# 境浩一朗
境 浩一朗（さかい こういちろう、1975年5月2日 - ）は、日本の俳優である。熊本県玉名市出身。ケイエムシネマ企画所属。

## 来歴
- 九州東海大学（現在は東海大学に統合）卒業後、地元熊本のFMラジオ局に入社、番組DJ・ナレーション・番組制作などに携わる。
- 26歳で上京し俳優の道を志す。
- 2010年6月からの1年間、堺功一の芸名で活動後、本名の境浩一朗に戻し活動を再開。舞台や映画・ドラマ・CMなどに多数出演。優しいお父さん・医師・刑事・インテリ社長・オカマなど幅広く役をこなす。
- 境浩一郎と表記されている出演作品も数本ある。
- 熊本県出身という事もあり、WOWOW連続ドラマW『孤高のメス』や2019年NHK大河ドラマ『いだてん〜東京オリムピック噺〜』などで出演と同時に熊本弁の方言指導も担当している。

## プロフィール
- 身長175センチメートル
- 体重62キログラム
- 靴のサイズ27.5センチメートル

## 出演

### テレビドラマ
- 女と愛とミステリー『警視庁心理分析捜査官・崎山知子』（2004年 テレビ東京）
- 月曜ミステリー劇場『名探偵キャサリン14旅芸人一座殺人事件』（2004年 TBS）
- 金曜時代劇『慶次郎縁側日記2』 （2005年 NHK）
- 水曜ミステリー9『湯けむりドクター華岡万里子の温泉事件簿1』（2006年 テレビ東京）
- 金曜時代劇『慶次郎縁側日記3』 （2006年 NHK）
- 夜王（2006年 TBS)
- 水曜ミステリー9『湯けむりドクター華岡万里子の温泉事件簿2』（2006年 テレビ東京）
- 金曜エンタテインメント『奥様は警視総監1』 （2006年 フジテレビ）
- 土曜ワイド劇場『弁天祐美子法律事務所1』 （2007年 テレビ朝日）
- 女帝（2007年 テレビ朝日）
- 金曜エンタテインメント『奥様は警視総監2』 （2007年 フジテレビ）
- 水曜ミステリー9『湯けむりドクター華岡万里子の温泉事件簿3』（2007年 テレビ東京）
- さすらい．．．山下清 〜放浪画家に出会った 10人の証言者〜（2007年 BSジャパン）
- 水曜ミステリー9『湯けむりドクター華岡万里子の温泉事件簿4』（2008年 テレビ東京）
- 土曜ワイド劇場『火災調査官・紅蓮次郎9』 （2009年 テレビ朝日）
- 土曜ワイド劇場『弁天祐美子法律事務所2』 （2009年 テレビ朝日）
- 月曜ゴールデン『沈黙の法廷・赤と黒』 （2010年 TBS）
- 4夜連続スペシャルドラマ『プロポーズ兄弟』 （2011年 フジテレビ）
- 最後から二番目の恋（2012年フジテレビ）
- 仮面ライダーウィザード（2013年 テレビ朝日）
- SUMMER NUDE（2013年フジテレビ）
- MEGAQUAKEIII 巨大地震よみがえる関東大震災〜首都壊滅・90年目の警告〜（2013年 NHK）
- 月曜ゴールデン『刑事夫婦』 （2014年 TBS）
- ほっとけない魔女たち 第39話（2014年 フジテレビ）
- 金曜ロードSHOW!枠『ヒガンバナ〜女たちの犯罪ファイル』 （2014年 日本テレビ）
- 月曜ゴールデン『北海道警察3』 （2014年 TBS）
- ゴーストライター 第2話 （2015年 フジテレビ）
- 天使と悪魔-未解決事件匿名交渉課- 第7話 （2015年 テレビ朝日） - 佐野一彦
- ドクターX〜外科医・大門未知子〜 第2話（2016年 テレビ朝日）
- ラストコップ 第10話（2016年 日本テレビ）
- 就活家族〜きっと、うまくいく〜（2017年 テレビ朝日）
- 警視庁ゼロ係〜生活安全課なんでも相談室〜（2017年 テレビ東京） - 佐藤善浩
- 『きみが心に棲みついた』第4話 （2018年 TBS）
- 『ヘッドハンター』第7話（2018年 テレビ東京）
- 『アイアングランマ2』第2話（2018年 NHK BSプレミアム）
- 『崖っぷちホテル』第9話（2018年 日本テレビ）
- 『孤高のメス』（2019年 WOWOW） - 土居
- 『いだてん〜東京オリムピック噺〜』（2019年 NHK） - 池部家番頭
- 『世にも奇妙な物語’19雨の特別編』人間の種（2019年 フジテレビ） - 緑の父
- 『コーヒー&バニラ』第3話（2019年 MBS） - 出席者
- 『ポイズンドーター・ホーリーマザー』第4話 ベストフレンド（2019年 WOWOW） - カメラマン
- 『同期のサクラ』第3話・第4話（2019年 日本テレビ） - 都市開発部部長
- 『引き抜き屋 〜ヘッドハンターの流儀〜』第1話（2019年 WOWOW） - ヘッドハンター
- 『ニッポンノワール-刑事Yの反乱-』第7話（2019年 日本テレビ） - 捜査官
- 『アライブ がん専門医のカルテ』（2020年 フジテレビ） - 麻酔科医
- 『絶対零度〜未然犯罪潜入捜査〜 AFTERSTORY』（2020年 フジテレビ）
- 『ハケンの品格』第6話（2020年 日本テレビ）
- 連続テレビ小説『エール』第67回 第70回（2020年 NHK）
- 『私たちはどうかしている』最終話（2020年 日本テレビ）
- NHKBS時代劇『赤ひげ3』第一話（2020年 NHKBSプレミアム）
- 『35歳の少女』Hulu特別編『25年前のあなたへ』第4話（2020年 Hulu）
- 『黒革の手帖 〜拐帯行〜』（2021年 テレビ朝日）
- 『やっぱりおしい刑事』第4話（2021年 NHKBSプレミアム）
- 『ゆるキャン△2 』第3話（2021年 テレビ東京）
- 『推しの王子様 』第1話（2021年 フジテレビ）
- 『TOKYO MER〜走る緊急救命室〜』最終話（2021年　TBS）
- 『スナック キズツキ 』第3話（2021年 テレビ東京）
- 『真犯人フラグ 』第13話（2022年1月23日、日本テレビ）
- 『金魚妻 』第8話（2022年 Netflix）
- 『サヨウナラのその前に 』（2022年　NTV）
- 『正直不動産』 第4話（2022年4月26日、NHK）- 佐藤 役
- 『イップス』第1話（2024年4月12日、フジテレビ）-五十嵐雄二 役
- 『花咲舞が黙ってない』 第3シリーズ 第2話（2024年4月20日、日本テレビ） - シニア管理職研修講師 役[2]
- 『特捜9 season7』 第4話（2024年4月24日、テレビ朝日）
- アンチヒーロー 第3話（2024年4月28日、TBS） - 父親 役[3]

### 舞台
- 飛行機雲 2009『流れる雲よ〜DJ から特攻隊へ愛を込めて〜』（2009年 スペース・ゼロ）
- 劇団未成年第5回公演『BALANCE』 （2011年 アドリブ小劇場）
- かーんず企画プロデュース公演『少女と結婚詐欺師』 主演（2011年 ブディストホール）
- 劇団ノーティーボーイズ＆劇団BLUESTAXI合同公演『HOT SPICE!』（2011年 中野テアトルBONBON）
- 9回杉並演劇祭参加公演『シェルター』（2012年西荻窪遊空間がざびぃ）
- かーんず企画プロデュース公演Vol.2『SEND ONE YOUR LOVE 〜愛を贈れば〜』(2012年下北沢『劇』小劇場）
- 劇団ノーティーボーイズACT.14th『Delicate Fellow's etc. -微妙な奴等-』（2013年中目黒キンケロシアター)
- 空感エンジンプロデュース『SAKURA』（2014年両国エアースタジオ）
- かーんず企画 第4回公演『愉快な誘拐犯』（2014年新宿シアターブラッツ）
- 劇団ノーティーボーイズACT.15th『ONLY STUPID THEY』（2015年中野ザ・ポケット）
- PANIC MONKEY PRODUCE『BACKSTAGE MONKEYS』（2015年中目黒キンケロシアター）
- 劇団ノーティーボーイズ 16th.ACT『Snap Decision‐見切り発車と天気あめ‐』（2016年 ブディストホール）
- 劇団ノーティーボーイズ 17th.ACT『Silly Talk』（2017年 ブディストホール）
- PANIC MONKEY PRODUCE Vo.3『THE PANIC MONKEYS』（2017年 表参道GROUND）
- 劇団ノーティーボーイズ 19th.ACT『いつかヘッドをロックして』（2018年 ブディストホール）
- 劇団ノーティーボーイズ 21st.ACT『UNDERCOVER』（2020年 ブディストホール）
- ALL GREENプロデュース『ゴーストたちの純情』（2022年 池袋BIGTREETHEATER）
- PANIC MONKEY PRODUCE『BACKSTAGE MONKEYS～Returns～』（2022年 座・高円寺2）

### 映画
- 『スピニングカイト』加瀬聡監督
- 『はなればなれに』下手大輔監督（第25回東京国際映画祭 日本映画ある視点部門出品作品）
- 『3月のライオン』大友啓史監督
- 『DESTINY 鎌倉ものがたり』山崎貴監督
- 『あなたの番です劇場版』佐久間紀佳監督
- 『私はいったい、何と闘っているのか』李闘士男監督
- 『明け方の若者たち』松本花奈監督
- 『前科者』岸善幸監督

### ラジオドラマ
- シアター130『離婚検定』（2012年 RFラジオ日本）主演

### CM
- 東京ディズニーリゾート『ディズニー夏祭り』
- デアゴスティーニ『週刊 マイPCアート』
- パナソニック 『スマート家電』
- メットライフアリコ『安心できた』篇
- 日産自動車 新型ノート 『どんな未来も乗せられる 仲間』篇
- 東洋水産 マルちゃん麺づくり『オフィス』篇
- アサヒビール スタイルフリー『海上列車』篇
- SUZUKIワゴンR20周年記念TVCM『20周年記念・祝福』篇
- 花王 リセッシュアロマチャージ『おそうじの仕上げに』篇
- 小林製薬メンズケシミンクリーム『鏡で気づく』篇
- メガネの田中『恋に効くメガネ』篇
- 花王バブ 『いろんな症状に』篇
- AEONサプライズ10WEEKS『ママのちょっと早い クリスマスサプライズ』
- キッコーマン『うちのごはん』
- TOSHIBA『使う人の気持ち（掃除機/PC/エアコン）』篇
- auハンドソープで洗えるスマートフォン『DIGNO rafre』
- JR西日本 山陽・九州新幹線相互直通5周年キャンペーン『新幹線で、九州へ。スーパー早割きっぷ〜ファミリー編』
- RECRUITカーセンサー『あなたなら何と答えますか？』
- デアゴスティーニ『週刊ロビ2』創刊号 TVCM
- 民放連 平成30年度 地球温暖化問題啓発スポット『とことこ』篇
- LIONスクラートG『不快な朝』篇
- 花王ケープ『ケープのルーティン』40代主婦篇
- イオンモールCM『イオンモールのクリスマス』